# Podlužany (okres Bánovce nad Bebravou)
Podlužany jsou obec v okrese Bánovce nad Bebravou v Trenčínském kraji na Slovensku. Žije v ní 934 obyvatel. V obci se nachází římskokatolický kostel svatého Emericha z roku 1480 a evangelický kostel z roku 1827. Do katastrální území obce zasahuje část přírodní rezervace Ľutovský Drieňovec.